# Shahrestān di Omidiyeh
Lo shahrestān di Omidiyeh (farsi شهرستان امیدیه) è uno dei 26 shahrestān del Khūzestān, in Iran. Il capoluogo è Omidiyeh. Lo shahrestān è suddiviso in 2 circoscrizioni (bakhsh):
- Centrale (بخش مرکزی)
- Jayezan (بخش جایزان), con la città di Jayezan.